# Göhrde (territorio extracomunale)
Göhrde è un territorio extracomunale della Bassa Sassonia, in Germania.
Appartiene al circondario (Landkreis) di Lüchow-Dannenberg (targa DAN).
| Controllo di autorità | VIAF (EN) 240776945 · GND (DE) 4021420-5 |

1. ↑  Ente statistico della Bassa Sassonia - Dati sulla popolazione